# Ipnogramma

Ipnogramma

Un ipnogramma è una forma di polisonnografia; è un grafico che rappresenta le fasi del sonno in funzione del tempo.
È stato sviluppato come un modo semplice per presentare le registrazioni dell'attività delle onde cerebrali da un elettroencefalogramma (EEG) durante un periodo di sonno. 
L'ipnogramma permette di identificare le diverse fasi del sonno: sonno a movimento rapido degli occhi (REM) e sonno a movimento non rapido (NREM) durante il ciclo del sonno. Il sonno NREM può essere ulteriormente classificato nelle fasi NREM 1, 2 e 3. Il 4º stadio del sonno NREM precedentemente considerato è stato incluso nello stadio 3; questo stadio è anche chiamato sonno ad onde lente (SWS) ed è lo stadio più profondo del sonno. Ognuno dei tre stadi NREM, nonché il periodo di sonno REM e lo stato di veglia possono essere determinati e visualizzati su un ipnogramma.
| Controllo di autorità | GND (DE) 4179663-9 |